# Camarosporium rosae
Camarosporium rosae är en svampart som beskrevs av Grove 1937. Camarosporium rosae ingår i släktet Camarosporium, ordningen Botryosphaeriales, klassen Dothideomycetes, divisionen sporsäcksvampar och riket svampar.   Inga underarter finns listade i Catalogue of Life.